# Nadezhda Kotlyarova
Nadezhda Kotlyarova (née le 12 juin 1989) est une athlète russe, spécialiste du 400 mètres. 

## Biographie

### Palmarès
| Date | Compétition                    | Lieu      | Résultat | Épreuve   | Performance   |
| ---- | ------------------------------ | --------- | -------- | --------- | ------------- |
| 2013 | Championnats d'Europe en salle | Göteborg  | 2e       | 4 × 400 m | 3 min 28 s 18 |
| 2013 | Universiade                    | Kazan     | 1re      | 4 × 400 m | 3 min 26 s 61 |
| 2015 | Championnats du monde          | Göteborg  | 4e       | 4 × 400 m | 3 min 24 s 84 |
| 2015 | Jeux mondiaux militaires       | Mungyeong | 1re      | 4 x 400 m | 3 min 28 s 75 |

### Records
| Épreuve    | Épreuve      | Performance | Lieu   | Date            |
| ---------- | ------------ | ----------- | ------ | --------------- |
| 400 mètres | En plein air | 51 s 93     | Moscou | 23 juillet 2013 |
| 400 mètres | En salle     | 52 s 38     | Moscou | 25 janvier 2013 |